# Mělník
Mělník är en stad i Mellersta Böhmen i Tjeckien. Staden ligger cirka 35 kilometer norr om Prag och är belägen där floderna Elbe och Moldau möts. Befolkningen uppgår till cirka 19 230 (2016). Mělníks slott är uppfört i renässansstil och tillhör stadens sevärdheter. I det kringliggande området produceras bland annat frukt, grönsaker och vin.

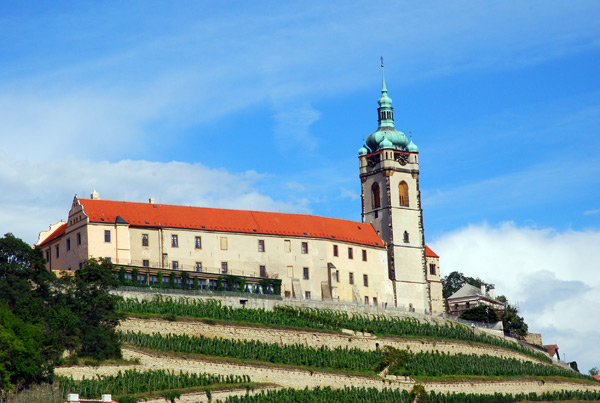
Mělníks slott.